# Fahrt zur Hölle!
Fahrt zur Hölle! ist ein unautorisiertes Kompilationsalbum der deutschen Rockband Böhse Onkelz. Es wurde am 21. Juli 2003 über das Label Bellaphon Records veröffentlicht.

## Hintergrund
Die Böhsen Onkelz hatten Bellaphon Records bereits 1994 verlassen. Auch neun Jahre nach dem Weggang der Band veröffentlichte das Label noch Material der Gruppe, unter anderem die Kompilation Fahrt zur Hölle!.

## Inhalt
Die für Fahrt zur Hölle! ausgewählten Lieder wurden den auf Bellaphon Records in den Jahren 1991 bis 1993 veröffentlichten Alben der Band entnommen. So stammen sechs Songs vom Album Weiß, vier Stücke von Heilige Lieder sowie je drei Titel aus den Alben Schwarz und Wir ham’ noch lange nicht genug.

## Covergestaltung
Das Albumcover zeigt die vier Bandmitglieder Matthias Röhr, Stephan Weidner, Kevin Russell und Peter Schorowsky in Schwarz-weiß. Der Hintergrund ist in den Farben Schwarz und Braun gehalten. Rechts oben befinden sich das weiße böhse onkelz-Logo und die Zahlen 91|93. Im unteren Teil des Bildes steht in großen weißen Buchstaben der Titel Fahrt zur Hölle!.

## Titelliste
| #  | Titel                           | Länge | Original-Album                  |
| -- | ------------------------------- | ----- | ------------------------------- |
| 1  | Willkommen                      | 3:07  | Weiß                            |
| 2  | Gehasst, verdammt, vergöttert   | 3:06  | Heilige Lieder                  |
| 3  | Lieber stehend sterben          | 3:58  | Weiß                            |
| 4  | Worte der Freiheit              | 5:26  | Schwarz                         |
| 5  | Wir ham’ noch lange nicht genug | 4:50  | Wir ham’ noch lange nicht genug |
| 6  | Für immer                       | 5:36  | Weiß                            |
| 7  | Deutschland im Herbst           | 4:33  | Weiß                            |
| 8  | Das ist mein Leben              | 4:12  | Wir ham’ noch lange nicht genug |
| 9  | Wieder mal ’nen Tag verschenkt  | 4:06  | Wir ham’ noch lange nicht genug |
| 10 | Entfache dieses Feuer           | 4:20  | Weiß                            |
| 11 | Ein langer Weg                  | 4:20  | Heilige Lieder                  |
| 12 | Heilige Lieder                  | 4:44  | Heilige Lieder                  |
| 13 | Baja                            | 8:51  | Schwarz                         |
| 14 | Fahrt zur Hölle                 | 3:32  | Weiß                            |
| 15 | Der Himmel kann warten          | 4:15  | Schwarz                         |
| 16 | Diese Lieder                    | 5:10  | Heilige Lieder                  |

## Chartplatzierungen
Obwohl die Veröffentlichung von der Band nicht autorisiert war, erreichte das Album Platz 38 in den deutschen Charts und konnte sich sieben Wochen in den Top 100 halten. Auch in der Schweiz gelang Fahrt zur Hölle! der Einstieg auf Rang 66 in die Charts, in denen es sich zwei Wochen hielt.